# Hirondelle de Rüppell
Cecropis melanocrissus
Espèce
Statut de conservation UICN

LC : Préoccupation mineure
L'Hirondelle de Rüppell (Cecropis melanocrissus) est une espèce de passereaux de la famille des Hirundinidae, native d'Afrique subsaharienne.

## Répartition et sous-espèces
Selon la classification de référence du Congrès ornithologique international (15.1, 2025) :
- C. m. domicella (Heuglin, 1869) — de la Sénégambie au sud du Soudan ;
- C. m. melanocrissus Rüppell, 1845 — Éthiopie et Érythrée ;
- C. m. kumboensis Rüppell, 1845 — Sierra Leone et ouest du Cameroon ;
- C. m. emini (Reichenow, 1892) — sud-est du Soudan, Ouganda, du Kenya au Malawi et le nord de la Zambia ;

## Espèces sœurs
Jusqu'à la réorganisation taxinomique de juillet 2024, les populations d'Afrique subsaharienne étaient séparées entre 2 espèces, elles sont aujourd'hui réunies en une seule espèce. La taxinomie actuelle donne 3 espèces sœurs à l'Hirondelle de Rüppell :
- Cecropis rufula (Temminck, 1835) — Hirondelle rousseline — du sud de l'Europe et du nord de l'Afrique jusqu'à l'est de l'Iran, le Pakistan et le nord-ouest de l'Inde ;
- Cecropis daurica (Laxmann, 1769) — Hirondelle striolée ;
- Cecropis hyperythra (Blyth, 1849) — Hirondelle de Ceylan — Sri Lanka.